# Everything Live
Everything Live é o primeiro álbum de vídeo da banda galesa de rock Manic Street Preachers, lançado em setembro de 1997. Gravado em 24 de maio do mesmo ano na Manchester NYNEX, foi produzido durante a turnê do álbum Everything Must Go (1996), um dos trabalhos de maior popularidade do grupo.
Além do repertório de Everything Must Go, o grupo trouxe canções antigas. O projeto mostra a transição do Manic Street Preachers de banda 'alternativa' para a sua fase mainstream. Sua versão relançada em DVD foi lançada com exclusividade no Japão.

## Faixas
1. "Introduction: A Design For Life (Stealth Sonic Orchestra Mix)"
2. "Everything Must Go"
3. "Faster"
4. "Kevin Carter"
5. "La Tristesse Durera (Scream To A Sigh)"
6. "Roses In The Hospital"
7. "Elvis Impersonator: Blackpool Pier"
8. "Motown Junk"
9. "Motorcycle Emptiness"
10. "No Surface All Feeling"
11. "This Is Yesterday"
12. "Australia"
13. "A Design for Life"
14. "You Love Us"

## Ficha técnica
- James Dean Bradfield – vocais, guitarras e violão
- Sean Moore – bateria
- Nicky Wire – baixo e vocais de apoio